# Urraca Club de Fútbol
El Urraca Club de Fútbol es un club de fútbol de Posada de Llanes, Asturias, España. Milita en el grupo II de la Tercera Federación.

## Origen del nombre del club
El primer Urraca, fue el Club Deportivo Urraca surgió del empeño de los vecinos de Posada, Tomas Lobo, Enrique Sobrino y un grupo de jóvenes del pueblo. El motivo de su nombre, procede de una curiosa historia: Un periódico deportivo nacional sacaba a diario fotografías de equipos, principalmente de Madrid, uno de aquellos equipos se llamaba Urraca, cuestión que llamó la atención de estos vecinos. En una de las esquinas del bar lucía un cartel que decía “Peña Urraca” en referencia al equipo recién creado, y tal fue su eco, que poco tiempo después el establecimiento pasó a llamarse “Bar Urraca”. Durante algún tiempo existió la disyuntiva entre el Posada C. F. (formado por jugadores más veteranos) y el Urraca (formado por jugadores más jóvenes). El club fue definitivamente fundado el 18 de agosto de 1949. Tuvo una efímera actividad competitiva a principios de los años 50, para luego desaparecer.

## Fundación del club actual
La fundación del actual Urraca Club de Fútbol data del mes de agosto de 1979. Nuevamente serían un grupo de jóvenes aficionados de la localidad, motivados por Ángel Sánchez Robellada, que sería el primer entrenador. Después de varias reuniones, deciden federar de nuevo un equipo de fútbol que respetando la tradición llevaría el nombre de Urraca C. F. y con Enrique Cue Díaz como presidente. Iniciando la competición oficial en el Grupo 1 de segunda regional, acabando su primera temporada como colista.
La mayor parte de la existencia del club se ha desarrollado en categorías como la Primera y la segunda regional, aunque también ha disputado varias temporadas en Regional Preferente. En la campaña 2011-12 consiguió el ascenso a tercera división por primera vez en su historia.

## Uniforme
- Uniforme titular: camiseta azul con detalles blancos, pantalón blanco y medias azules.
- Uniforme alternativo: camiseta roja con detalles blancos, pantalón y medias rojas completamente.

## Estadio
Su terreno de juego actual es el estadio La Corredoria que dispone de capacidad para unos 1700 espectadores, aunque de ellos solo 200 son de asiento. La superficie del campo es de césped artificial y sus dimensiones son de 100x64 metros. Dispone de iluminación artificial.

## Trayectoria en competiciones nacionales
- Temporadas en Primera División: 0
- Temporadas en Segunda División: 0
- Temporadas en Primera Federación: 0
- Temporadas en Segunda Federación: 0
- Temporadas en Tercera: 9
- Participaciones en Copa del Rey: 1

## Trayectoria
| Temporada | Nivel | Categoría           | Posición | Copa del Rey |
| --------- | ----- | ------------------- | -------- | ------------ |
| 1979-80   | 7     | 2.ª Regional        | 14.º     |              |
| 1980-81   | 7     | 2.ª Regional        | 10.º     |              |
| 1981-82   | 7     | 2.ª Regional        | 10.º     |              |
| 1982-83   | 7     | 2.ª Regional        | 6.º      |              |
| 1983-84   | 7     | 2.ª Regional        | 1.º      |              |
| 1984-85   | 6     | 1.ª Regional        | 16.º     |              |
| 1985-86   | 7     | 2.ª Regional        | 3.º      |              |
| 1986-87   | 6     | 1.ª Regional        | 13.º     |              |
| 1987-88   | 6     | 1.ª Regional        | 18.º     |              |
| 1988-89   | 7     | 2.ª Regional        | 4.º      |              |
| 1989-90   | 7     | 2.ª Regional        | 5.º      |              |
| 1990-91   | 7     | 2.ª Regional        | 3.º      |              |
| 1991-92   | 6     | 1.ª Regional        | 10.º     |              |
| 1992-93   | 6     | 1.ª Regional        | 16.º     |              |
| 1993-94   | 6     | 1.ª Regional        | 6.º      |              |
| 1994-95   | 6     | 1.ª Regional        | 9.º      |              |
| 1995-96   | 6     | 1.ª Regional        | 19.º     |              |
| 1996-97   | 7     | 2.ª Regional        | 12.º     |              |
| 1997-98   | 7     | 2.ª Regional        | 1.º      |              |
| 1998-99   | 6     | 1.ª Regional        | 8.º      |              |
| 1999-2000 | 6     | 1.ª Regional        | 18.º     |              |
| 2000-01   | 7     | 2.ª Regional        | 12.º     |              |
| 2001-02   | 7     | 2.ª Regional        | 4.º      |              |
| 2002-03   | 7     | 2.ª Regional        | 6.º      |              |
| 2003-04   | 7     | 2.ª Regional        | 2.º      |              |
| 2004-05   | 7     | 2.ª Regional        | 4.º      |              |
| 2005-06   | 6     | 1.ª Regional        | 1.º      |              |
| 2006-07   | 5     | Regional Preferente | 5.º      |              |
| 2007-08   | 5     | Regional Preferente | 11.º     |              |
| 2008-09   | 5     | Regional Preferente | 15.º     |              |
| 2009-10   | 5     | Regional Preferente | 15.º     |              |

| Temporada | Nivel | Categoría           | Posición | Copa del Rey            |
| --------- | ----- | ------------------- | -------- | ----------------------- |
| 2010-11   | 5     | Regional Preferente | 11.º     |                         |
| 2011-12   | 5     | Regional Preferente | 4.º      |                         |
| 2012-13   | 4     | 3.ª División        | 13.º     |                         |
| 2013-14   | 4     | 3.ª División        | 14.º     |                         |
| 2014-15   | 4     | 3.ª División        | 9.º      |                         |
| 2015-16   | 4     | 3.ª División        | 17.º     |                         |
| 2016-17   | 4     | 3.ª División        | 20.º     |                         |
| 2017-18   | 5     | Regional Preferente | 10.º     |                         |
| 2018-19   | 5     | Regional Preferente | 1.º      |                         |
| 2019-20   | 4     | 3.ª División        | 7.º      | Previa interterritorial |
| 2020-21   | 4     | 3.ª División        | 11.º     |                         |
| 2021-22   | 5     | 3.ª División RFEF   | 14.º     |                         |
| 2022-23   | 6     | 1.ª RFFPA           | 1.º      |                         |
| 2023-24   | 5     | 3.ª Federación      | 8.º      |                         |
| 2024-25   | 5     | 3.ª Federación      | 16.º     |                         |

## Palmarés

### Torneos autonómicos
- Primera RFFPA (2): 2018-19 y 2022-23.
- Primera Regional de Asturias (1): 2005-06.
- Segunda Regional de Asturias (2): 1983-84 y 1997-98.
- Subcampeón de la segunda regional de Asturias (1): 2003-04.

### Trofeos amistosos
- Memorial Juan Puerta (1): 2013.